# Göteborgs moské

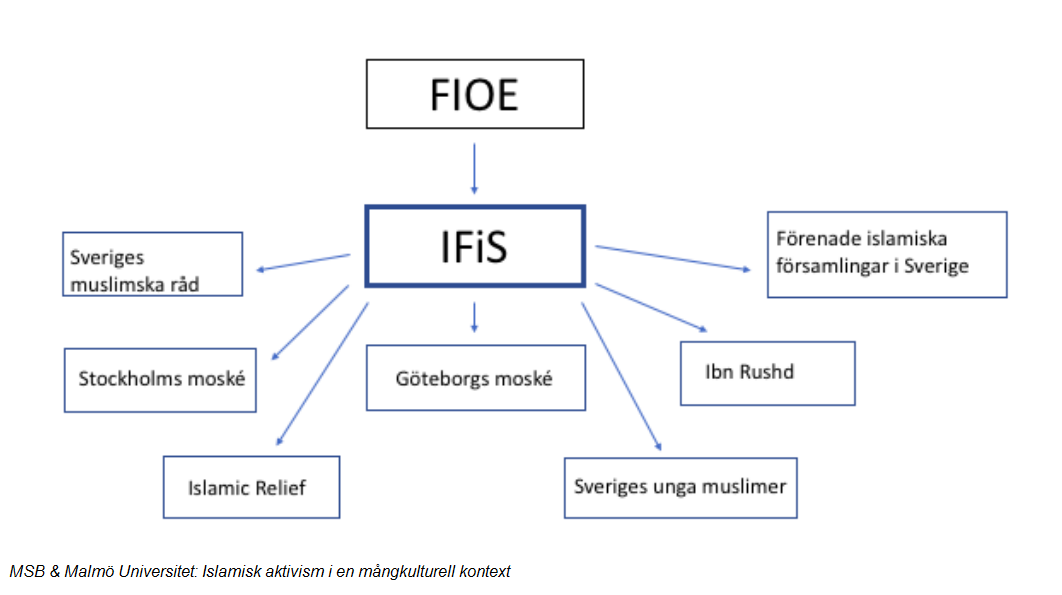
Göteborgs moské är en del av de islamiska organisationerna i FIOE-IFiS nätverket.

Göteborgs moské är en moské som ligger i Brämaregården intill Ramberget på Hisingen. Den är ritad av arkitekten Björn Sahlqvist och invigdes 16 juni 2011. Bygget är helfinansierat av Saudiarabien och drivs av Sveriges Muslimska Stiftelse (SMS). Moskén kostade 67 miljoner kronor att bygga och är 2 000 kvadratmeter stor. Byggstarten var i april 2010. Bygget av moskén möttes av demonstrationer för och emot, och kritik mot att moskén har bekostats av en diktaturstat vars tolkning av islam, wahhabism och salafism, är strängt konservativ. Den 2 augusti 2024 hölls en bön för den då nyligen avlidna Hamasledaren Ismail Haniyeh i moskén, vilket föranledde kritik.
Moskéns ordförande var år 2013 Ahmed Al-Mofty, som även var ordförande för Islamiska Informationsföreningen.
Moskén utsattes för ett bombhot i januari 2015, men utan att någon sprängladdning kunde hittas av polis.
SMS finansierar verksamheten av Göteborgs moské genom donationer från moskéns medlemmar och besökare. Moskén får inga statliga bidrag, varken svenska eller utländska.
Enligt en studie beställd av Nämnden för statligt stöd till trossamfund år 2014 var flera av de centrala aktörerna i SMS även aktiva i Islamiska informationsföreningen (IIF) och i Römosseskolan. Imam Abdul Rashid Mohamed var 2011 lärare i islamologi i Römosseskolan.
År 2019 meddelade moskén både på sin hemsida och i ett bokningsmejl att slöja på flickor var "ett måste" för en skolklass som skulle göra ett besök efter att tidigare muntligen ha blivit informerad om att det inte fanns något slöjtvång. Föräldrar protesterade och ställde in besöket och moskén skulle se över informationen på sin webbsida.

## Imamer
Ahmad al-Mofty är imam och styrelseordförande vid moskén och har inbjudits som föreläsare till Muslimska Familjedagarna som arrangerades av Sveriges Unga Muslimer och studieförbundet Ibn Rushd. al-Mofty har även föreläst för Malmö Unga Muslimer.
Moskéns imam Sheikh Abdul Rashid Mohamed är utbildad i Saudiarabien vid Islamic University of Madinah(en) . Mohamed uttalade i ett reportage utfört år 2013 av Uppdrag Granskning med dold kamera att månggifte är tillåtet i Islam, samt att hustrur inte rekommenderas neka sin make sex. Styrelsens förtroende för imamen ökade efter reportaget. Al-Mofty försvarade Mohamed och menade att han utsatts för en "komplott".

## Islamiska informationsföreningen
Islamiska informationsföreningen (IIF), hyrde enligt Sveriges Radio 2013 in sig i moskéns lokaler och fick lokalbidrag av Göteborgs Stad. IIF var 1995 medlem i paraplyorganisationen Sveriges muslimska råd (SMR).  IIF samarbetade med den saudiska utbildningsorganisationen World Association of Muslim Youth (WAMY) för att översätta texter till svenska och sålde böcker ifrån bland annat The Islamic Foundation, Ta-Ha Publishers, International Islamic Federation of Student Organizations (IIFSO) och WAMY.  Föreningen började 1986 ge ut tidningen Salaam - Islamisk tidskrift. Ett stort antal av dess texter är skrivna av kvinnliga konvertiter, en mindre del är skriven av muslimer med formell islamisk utbildning. Åren 1994-1996 samarbetade tidningen med Sveriges Muslimska Ungdomsförbund. (senare namn Sveriges Unga Muslimer). Helena Benaouda blev redaktör för tidningen under senare delen av 90-talet och arbetade för IIF ideellt. Tidskriften publicerade texter av muslimska författare översatta till svenska, bland annat av Muslimska brödraskapets Sayyid Qutb och Muhammad Qutb. Vid tiden runt 1997–1998 försköts karaktären av skribenter ifrån konverterade kvinnor till invandrade muslimska män.
- Monija Sonnius, redaktör Salaam 1990–
- Soumaya Pernilla Ouis, redaktör Salaam 1994–1996
- Helena Benaouda, redaktör Salaam 1996–2000

## Islamiska Förbundet i Göteborg
Islamiska förbundet i Göteborg (IFiG) var 2017 registrerade på samma adress. IFiG är medlem i paraplyorganisationen Förenade Islamiska Föreningar i Sverige.

## Göteborgs Unga Muslimer
Göteborgs Unga Muslimer var år 2017 registrerade på samma adress och är en lokalförening till Sveriges Unga Muslimer och samarbetar med studieförbundet Ibn Rushd.  GUM deltog 2015 med andra organisationer, bland annat SSU Göteborg och Svenska muslimer för fred och rättvisa (SMFR) i manifestationen Refugees Welcome. Ordförande för GUM år 2015 var Faraj Semmo.